# 謝赫·安達·迪奧普

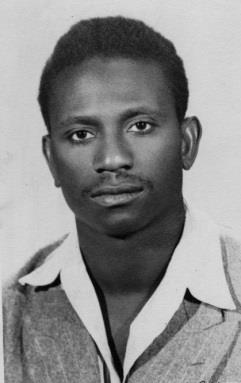
謝赫·安達·迪奧普

謝赫·安達·迪奧普(Cheikh Anta Diop，1923年12月29日 - 1986年2月7日) 是塞内加尔历史学家、人类学家、物理学家和政治人物。 塞内加尔达喀尔的谢赫·安塔·迪奥普大学就以他的名字命名。 